# Judibana (paroisse civile)
Pour les articles homonymes, voir Judibana.
Judibana est l'une des deux paroisses civiles de la municipalité de Los Taques dans l'État de Falcón au Venezuela. Sa capitale est Judibana.

## Géographie

### Transports
La paroisse civile abrite l'aéroport de Punto Fijo, l'aéroport international Josefa Camejo.

### Démographie
Hormis sa capitale administrative Judibana, la paroisse civile possède plusieurs localités et une partie des quartiers nord de Punto Fijo, dont :
- Guanadito (partagé avec Los Taques)
- Judibana
- Punto Fijo (quartiers nord)
- Urbanización El Oasis